# هانس بيندر (مجدف)
هانس بيندر (بالألمانية: Johann Binder)‏ هو مجدف نمساوي، (و. 1909  م).

## وصلات خارجية
- هانس بيندر على موقع الاتحاد الدولي للتجديف (الإنجليزية)
- هانس بيندر على موقع أوليمبيديا (الإنجليزية)